# Riu Kikori
El riu Kikori és un riu al sud de Papua Nova Guinea, a l'illa de Nova Guinea.
El riu és d'uns 320 km de llarg i flueix cap al sud-est del golf de Papua, amb el seu delta al capdavant del golf. L'assentament de Kikori es troba al delta.